# Doliopygus
Doliopygus är ett släkte av skalbaggar. Doliopygus ingår i familjen vivlar.

## Dottertaxa tillDoliopygus, i alfabetisk ordning[1]
- Doliopygus abbreviatus
- Doliopygus abdominales
- Doliopygus acutespinatus
- Doliopygus aduncus
- Doliopygus aequalidentatus
- Doliopygus alternans
- Doliopygus angolensis
- Doliopygus arrowi
- Doliopygus artespinatus
- Doliopygus ater
- Doliopygus berliniae
- Doliopygus bidentatus
- Doliopygus bidiscoplanus
- Doliopygus bijunctspinae
- Doliopygus bilobatus
- Doliopygus bipapillatus
- Doliopygus bitalei
- Doliopygus bohemani
- Doliopygus bothrocephalus
- Doliopygus brevis
- Doliopygus breviusculus
- Doliopygus bugiriensis
- Doliopygus bulbifer
- Doliopygus bulbiventris
- Doliopygus bulbosus
- Doliopygus cachani
- Doliopygus caesalpiniae
- Doliopygus caliginosus
- Doliopygus carapae
- Doliopygus chapuisi
- Doliopygus citri
- Doliopygus clarus
- Doliopygus coelocephalus
- Doliopygus confusus
- Doliopygus congonus
- Doliopygus conjunctus
- Doliopygus conradti
- Doliopygus convexus
- Doliopygus costatus
- Doliopygus crinitus
- Doliopygus dentiventris
- Doliopygus deruptus
- Doliopygus dialiumi
- Doliopygus discrepans
- Doliopygus divaricus
- Doliopygus divisus
- Doliopygus dolosus
- Doliopygus donisi
- Doliopygus dubius
- Doliopygus erichsoni
- Doliopygus exasperatus
- Doliopygus excavatus
- Doliopygus exilis
- Doliopygus eximius
- Doliopygus expletus
- Doliopygus falsificus
- Doliopygus fenestralis
- Doliopygus forcipatus
- Doliopygus fulgens
- Doliopygus fuscipilosulus
- Doliopygus galerus
- Doliopygus ghesquierei
- Doliopygus glaber
- Doliopygus gracilior
- Doliopygus guineensis
- Doliopygus hartwigi
- Doliopygus ibex
- Doliopygus incilis
- Doliopygus insitivus
- Doliopygus integerrimus
- Doliopygus integratus
- Doliopygus interjectus
- Doliopygus interpositus
- Doliopygus interruptus
- Doliopygus interstitialis
- Doliopygus intritus
- Doliopygus jurioni
- Doliopygus kakaoensis
- Doliopygus karii
- Doliopygus kenyaensis
- Doliopygus lateralis
- Doliopygus lebruni
- Doliopygus lecomtei
- Doliopygus lefevrei
- Doliopygus leleupi
- Doliopygus leonensis
- Doliopygus lobatus
- Doliopygus malkini
- Doliopygus maynei
- Doliopygus medius
- Doliopygus megatoma
- Doliopygus mimicus
- Doliopygus minimus
- Doliopygus minor
- Doliopygus minutissimus
- Doliopygus mitratus
- Doliopygus modestus
- Doliopygus montanus
- Doliopygus multipunctus
- Doliopygus nairobiensis
- Doliopygus nanus
- Doliopygus neoconjunctus
- Doliopygus nigeriensis
- Doliopygus nitens
- Doliopygus nitidiventris
- Doliopygus nitidulus
- Doliopygus notatus
- Doliopygus obanensis
- Doliopygus obuduensis
- Doliopygus occallescens
- Doliopygus octodentatus
- Doliopygus omissus
- Doliopygus opifex
- Doliopygus opulentus
- Doliopygus oraelatus
- Doliopygus paradubius
- Doliopygus perbrevis
- Doliopygus perminutissimus
- Doliopygus piptadeniae
- Doliopygus posticalis
- Doliopygus praeclarus
- Doliopygus praemorsus
- Doliopygus prolongatus
- Doliopygus propinquus
- Doliopygus proxilus
- Doliopygus proximus
- Doliopygus pseudoserratus
- Doliopygus punctiventris
- Doliopygus pygmaeolus
- Doliopygus pygmaeus
- Doliopygus quinquecinctus
- Doliopygus rapax
- Doliopygus regularis
- Doliopygus retusus
- Doliopygus rhizophorae
- Doliopygus rhodesianus
- Doliopygus robustus
- Doliopygus santiriae
- Doliopygus schoutedeni
- Doliopygus semimitratus
- Doliopygus semipilosus
- Doliopygus serratulus
- Doliopygus serratus
- Doliopygus solidus
- Doliopygus spatiosus
- Doliopygus spectabilis
- Doliopygus spinidens
- Doliopygus staneri
- Doliopygus strombosiopsis
- Doliopygus subditivus
- Doliopygus subdolosus
- Doliopygus submarginatus
- Doliopygus subnotatus
- Doliopygus subserratus
- Doliopygus tenuis
- Doliopygus terebrans
- Doliopygus togatus
- Doliopygus trichiliae
- Doliopygus tridens
- Doliopygus ugandae
- Doliopygus uluguruensis
- Doliopygus umbonatus
- Doliopygus uncinatus
- Doliopygus unicornis
- Doliopygus unicus
- Doliopygus unispinosus
- Doliopygus vegrandis
- Doliopygus vexator
- Doliopygus vilis
- Doliopygus wittei
- Doliopygus woltschei
- Doliopygus zonatus